# Padang Geulumpang
Padang Geulumpang is een bestuurslaag in het regentschap Aceh Barat Daya van de provincie Atjeh, Indonesië. Padang Geulumpang telt 374 inwoners (volkstelling 2010).